# Motrić
Motrić (cyr. Мотрић) – wieś w Serbii, w okręgu pomorawskim, w gminie Rekovac. W 2011 roku liczyła 141 mieszkańców.